# Segway

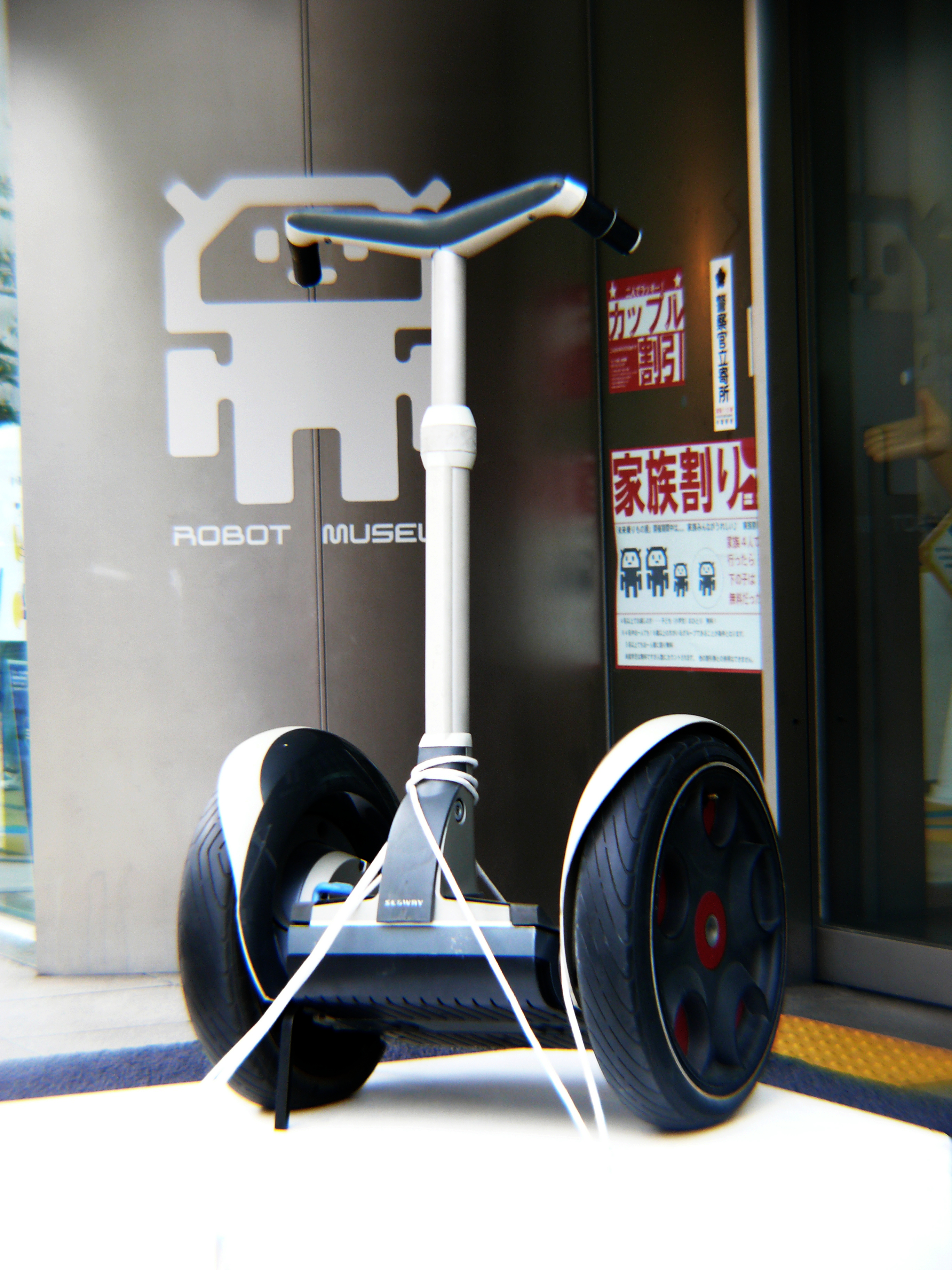
Segway en el museo de robots de Nagoya.

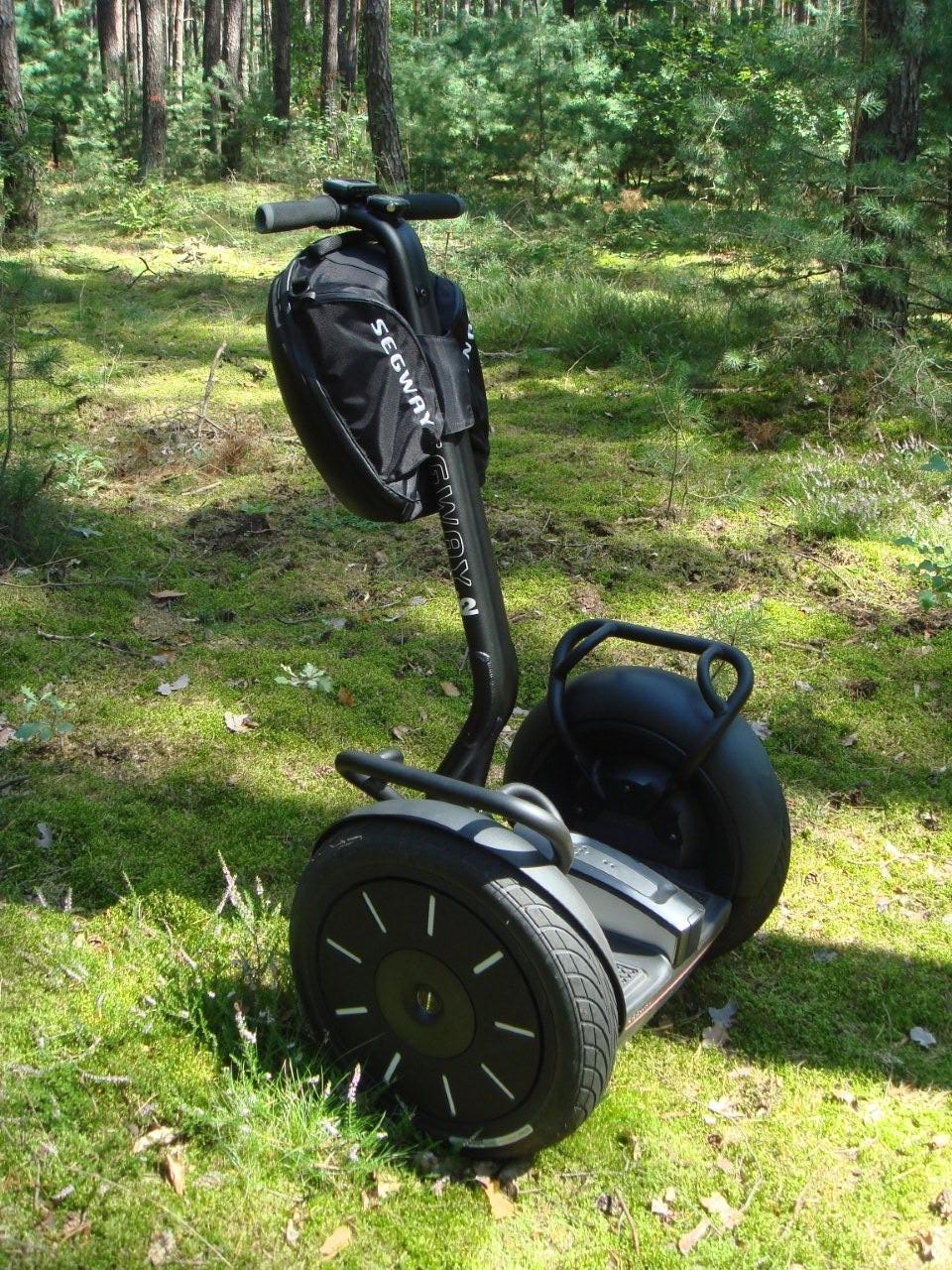
Ejemplar de un Segway.

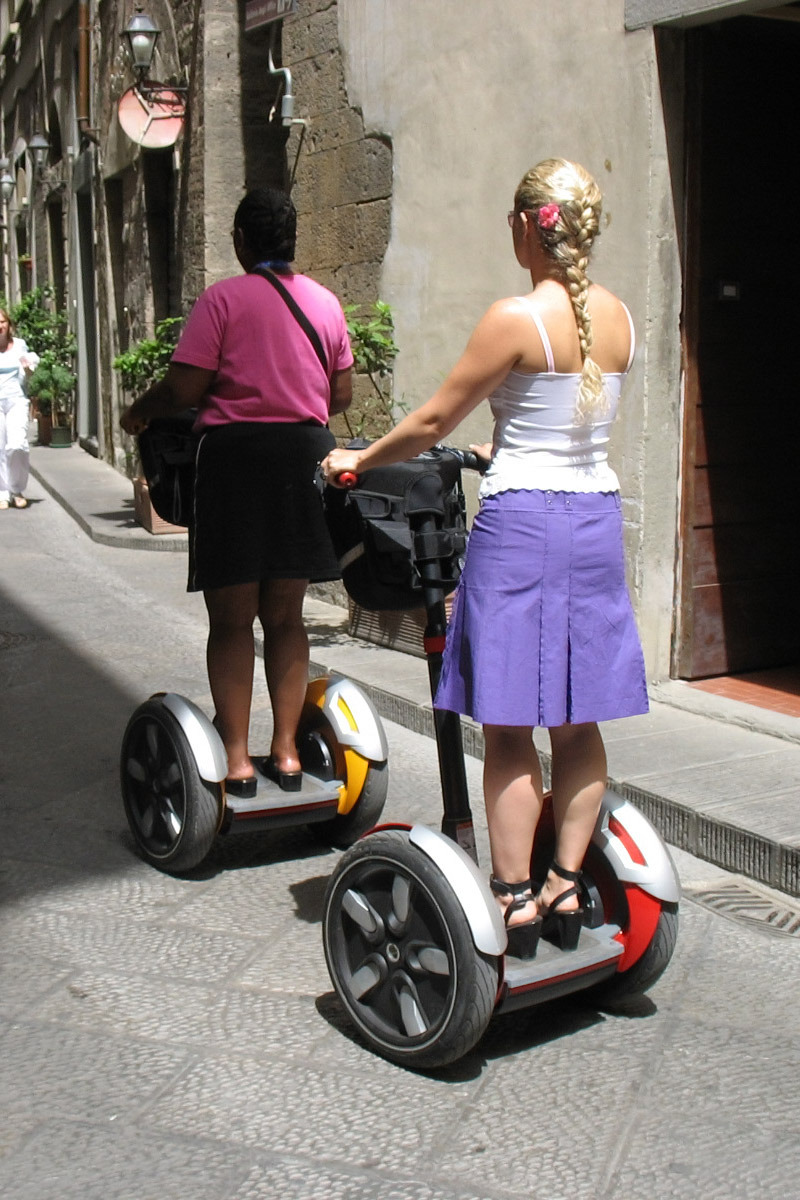
Personas usando sus Segways en la calle.

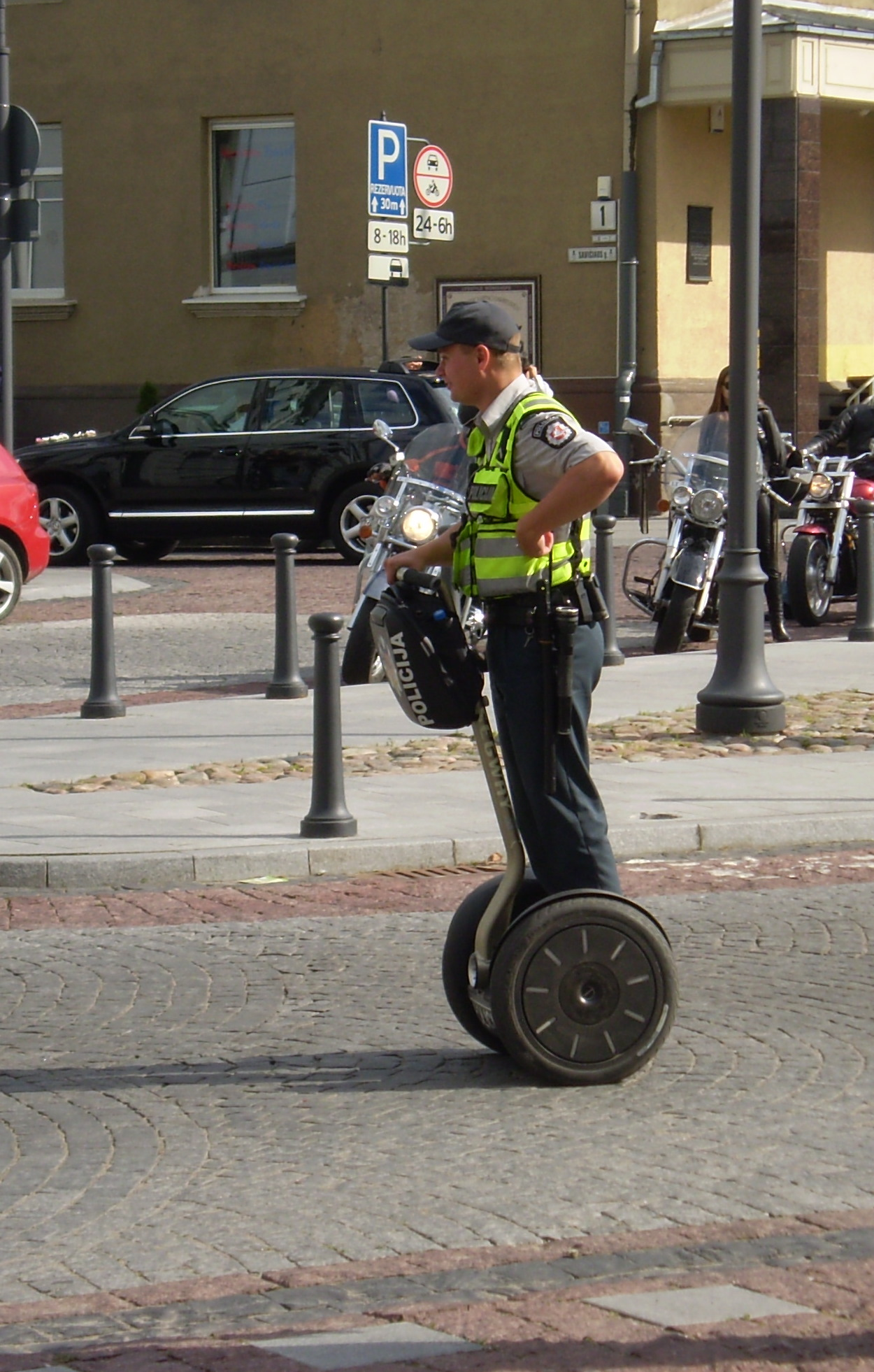
Un policía montando un Segway.

El Segway Personal Transporter (Segway PT;  «Transportador Personal Segway») es un vehículo de transporte ligero giroscópico eléctrico birrueda, de dos ruedas laterales, con autobalanceo controlado por ordenador, inventado por Dean Kamen y presentado en diciembre de 2001. Es producido por la compañía Segway Inc., con sede en Bedford, Nuevo Hampshire. A principios del año 2010 la empresa fue comprada por un grupo dirigido por el millonario británico Jimi Heselden, presidente de Hesco Bastion. Nueve meses más tarde falleció cayendo accidentalmente a un acantilado mientras probaba uno de estos Segway. En abril de 2015 la compañía china Ninebot compra Segway por un precio que no se hizo público.
El Segway es el primer dispositivo de transporte con autobalanceo. El ordenador y los motores situados en la base mantienen la base del Segway horizontal todo el tiempo. El usuario se debe inclinar hacia la dirección que quiera tomar (delante, atrás, derecha o izquierda). El motor es eléctrico y silencioso, alcanzando los 20 km/h (15 km/h en los P-series).
En muchos países la circulación del Segway, como otros vehículos de movilidad personal, está regulada para evitar atropellos, por lo que no están permitidos en las aceras y zonas peatonales.

## Historia
Anteriormente a su demostración pública el 3 de diciembre de 1990, varios informes y rumores de un invento revolucionario se podían encontrar en los medios, pero no había detalles disponibles. El recibimiento inicial fue entusiasta: el CEO de Apple, Steve Jobs, sugirió que las ciudades serían construidas alrededor de este nuevo método de transporte, y John Doerr predijo ventas que llegarían a los 100 000 millones de euros mucho antes que cualquier otro producto anterior. Para afrontar la demanda esperada, la fábrica de Bedford fue diseñada originalmente para construir hasta 40 000 unidades mensuales.
Poco después de la demostración, tres Segway PT fueron vendidos en una subasta en Amazon.com por más de US$ 100 000 cada uno. Después de algunos meses, Amazon y el sitio oficial comenzaron las ventas regulares.
La compañía había esperado vender 50 000 unidades en el primer año, pero después de 21 meses sólo se habían vendido 6000. La cifra fue revelada durante la retirada voluntaria de todos los Segway PT en septiembre de 2003. La condición que llevó a la retirada fue descrita en una nota de prensa como "Peligro: Bajo ciertas condiciones operativas, particularmente cuando las baterías están cerca del final de la carga, algunos Segway PT pueden no dar la suficiente potencia, ocasionando que el conductor caiga. Esto puede suceder si el conductor acelera de manera brusca, encuentra un obstáculo o continúa conduciendo después de recibir un aviso de batería baja". Esto provocó en la gente un miedo a usar los Segway.
A pesar de haber sufrido la compañía muchos contratiempos, en 2005 Segway Inc. está trabajando para incrementar su cuota de mercado y recuperar las inversiones en I+D y producción. Aunque algunas publicaciones son escépticas, es posible que Segway aún sea un éxito comercial una vez que se hayan cubierto las inversiones (como sucedió con Iridium). Segway actualmente tiene más de 100 concesionarios y distribuidores internacionales.
El alto precio del dispositivo (entre US$ 4000 y US$ 5500, dependiendo del modelo) se considera el principal factor responsable de la baja demanda. Los seguidores de esta tecnología también afirman que la presentación del Segway fue en parte arruinada cuando los detalles vertidos en un libro manuscrito, cuya publicación se suponía que debía coincidir con la presentación del vehículo, levantó expectativas prematuras. Los entusiastas del mismo afirman que el público en general está asustado por la naturaleza revolucionaria del producto, aunque estas afirmaciones no tienen una base aparente en ningún estudio de mercado. Para eliminar posibles malentendidos, y para eliminar la mala imagen asociada con el vehículo, Segway Inc. ha abierto concesionarios por todos los Estados Unidos en los que la gente puede examinar y probar los Segway PT. Aun así no hay indicaciones de que el mercado vaya a considerar próximamente el HT como un vehículo práctico para uso diario en lugar de como un juguete caro.
A finales de 2004, Segway Inc. firmó contratos de distribución en varios países, incluyendo Italia y Corea del Sur. La compañía ha recibido respuestas positivas de los legisladores franceses e italianos sobre la situación legal en ambos países.
A pesar de que sus creadores creen que el HT es ideal para las áreas urbanas densas, muchos suburbios y grandes ciudades (como Atlanta o Los Ángeles) fueron diseñados para ser recorridos principalmente por automóviles mediante autopistas y carreteras interestatales. Las comunidades en las que el Segway podría ser más exitoso parece que serían aquellas con unas distancias menores entre el hogar, el trabajo y las áreas de recreo, por lo que el éxito del HT en el mercado del transporte personal (al contrario que su uso actual como dispositivo de recreo) depende en gran medida del estilo de desarrollo urbano o la habilidad de producir futuros modelos seguros con velocidades mayores.
En 2020 la compañía propetaria Ninebot canceló su producción por la baja demanda, aunque manteniendo el servicio técnico.
En España, la circulación de los segways, al igual que otros vehículos de movilidad personal, está regulada por el Reglamento General de Circulación. Su circulación está prohibida por aceras y otras zonas peatonales. Igualmente está prohibido el uso en travesías, vías interurbanas, autopistas, autovías y túneles urbanos.